# Colymbetes dahuricus
Colymbetes dahuricus är en skalbaggsart som beskrevs av Aubé 1837. Colymbetes dahuricus ingår i släktet Colymbetes och familjen dykare. Inga underarter finns listade i Catalogue of Life.